# Ferraz de Vasconcelos
Ferraz de Vasconcelos este un oraș în São Paulo (SP), Brazilia.